# 2. озренска лака пјешадијска бригада
Друга озренска лака пјешадијска бригада је била пјешадијска јединица Војске Републике Српске, у саставу Првог крајишког корпуса.

## Историјат
Формирана је 23. маја 1992, од бораца са подручја јужног Озрена и села Возућа и Гостовић (општина Завидовићи), у саставу 1. крајишког корпуса ВРС. На дан формирања имала је 3.870 припадника. Преформирана је у мјесту Тумаре (код Лукавца), 16. јуна 1992, у 2. озренску лаку пјешадијску бригаду ВРС, у Тактичкој групи "Озрен" Оперативне групе 9 Добој. Бригада је била батаљонског састава. У формацији је имала: команду бригаде, вод војне полиције, чету везе, извиђачки вод, диверзантски вод, лаки артиљеријско-ракетни дивизион ПВО, пет пјешадијских батаљона, мјешовити артиљеријски дивизион, тенковску чету, инжењеријску чету и позадинску чету. Кроз бригаду је прошло око 4.000 бораца. Током Одбрамбено-отаџбинског рата 1992–1995. изводила је борбена дејства на подручју Озрена (Маглаја, Вијенца, Подсјелова, Бановића), Возуће, Гостовића, Добоја, Дервенте, Брода, Модриче и Смолуће. Имала је 411 погинулих, 11 несталих и више од 1.600 рањених бораца (увршћени су погинули борци из састава батаљона који су били у селима Возућа, Лозна и Гостовић до 31. октобра 1993).
Бригадом су командовали: поручник Ранко Каурин, капетан Боро Спасојевић, мајор Милутин Мишић, мајор Недељко Пејичић, потпуковник Илија Ковачевић, мајор Голуб Панић и капетан 1. класе Младен Достанић. Из бригаде је, 1. новембра 1993, издвојен дио јединица и од њих је формирана 4. озренска лака пјешадијска бригада ВРС. Марта 1996. ушла је у састав 306. пјешадијске бригаде ВРС и наставила да његује њене традиције. Спомен-соба 2. озренске лаке пјешадијске бригаде ВРС налази се у Дому војске у Добоју.